# Wolseley 8
Der Wolseley 8 war ein Pkw mit Zweizylindermotor, den Wolseley 1906 dem größeren Modell 12 zur Seite stellte.
Er besaß einen Zweizylinder-Blockmotor mit 1635 cm³ Hubraum und seitlich stehenden Ventilen (sv), der ca. 8 bhp (5,88 kW) Leistung abgab. Es gab Fahrgestelle mit 1829 mm oder 2184 mm Radstand. Die Aufbauten waren 2743 mm lang und 1473 mm breit. Das Wagengewicht lag bei 610 kg.
Spätestens nach dem Modelljahr 1910 waren die Zweizylindermodelle aus der Wolseley-Modellpalette verschwunden.